# Scalpo

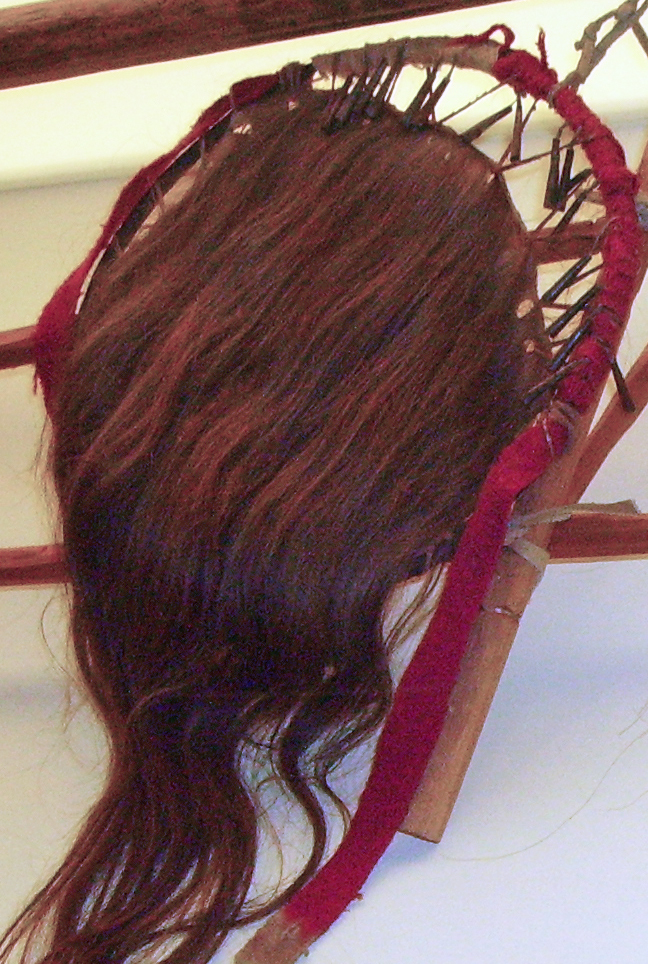
Scalpo, Karl May Museo Radebeul

Lo scalpo (dal lemma inglese di origine scandinava, scalp, che significa "cuoio capelluto") è il cuoio capelluto, comprendente tutti i capelli, asportato dal cadavere di un nemico (o anche da un nemico ferito).

## Storia
Le più antiche popolazioni euro-asiatiche (Sciti, Cinesi, Giapponesi, Samoiedi, etc), europee e americane adottavano tale pratica ritenendo che il possesso dello scalpo del nemico ucciso non fosse solo la dimostrazione del valore del guerriero, ma anche un modo per impadronirsi delle doti dell'ucciso che, inoltre, privo della chioma non era più in grado di vendicarsi dall'oltretomba.
Da ciò le lunghe faide tribali per rientrare in possesso degli scalpi, le vendette di sangue e l'abitudine dei guerrieri di raccogliere i capelli in una lunga treccia o in ciuffo o addirittura in una criniera che facilitasse la pratica e fungesse da provocazione al nemico; mentre radersi completamente il capo era considerato segno di vigliaccheria.
Negli Stati Uniti d'America la cruenta usanza si diffuse, già a partire dal XVIII secolo, nelle tredici colonie prima, durante e dopo la conquista del far west incrementata anche da speculatori bianchi che offrivano denaro in cambio degli scalpi, scatenando così una vera e propria caccia senza distinzione di razza, alla quale non di rado partecipavano cacciatori di scalpi bianchi.

## Il rito
Era considerato un trofeo di guerra, e l'asportazione dello scalpo era un vero e proprio rituale magico, seguito fin da tempi remoti da molti popoli, al termine di un combattimento, praticando un taglio circolare intorno alla testa e strappando con un rapido movimento la parte trattenuta per i capelli.